# 三ヶ尻知子
三ヶ尻 知子（みかじり ともこ、1971年11月25日 - ）は、株式会社ウェザーマップに所属する気象予報士。身長156cm。

## 略歴
大分県出身。山形大学農学部卒業。趣味は創作料理、ピアノ、ヨガ。
大学卒業後流通関係の会社に就職。退職後の1996年10月に気象予報士の資格を取得し、気象会社「株式会社ウェザーマップ」に入社。
2003年10月よりNHKの「お元気ですか日本列島」を担当した後産休に入り、2005年よりTBSニュースバード（現：TBS NEWS）で復帰した。

## 現在の担当番組

### テレビ
- TBSニュースバード→TBS NEWS

（現在は木・金曜日の夕方夜の時間帯／2002年9月 - 2003年9月、2005年3月 - ）
- JNN1600 → ニュースバード1600

### ラジオ
2016年7月現在
TBSラジオ
- 生島ヒロシのおはよう定食
- 生島ヒロシのおはよう一直線
- 森本毅郎・スタンバイ!
- 伊集院光とらじおと
- ジェーン・スー 生活は踊る
- たまむすび

## 過去の担当番組

### テレビ
伊予テレビ（現在のあいテレビ）
- キャッチあいスタンバイ（1997年 - 2000年頃）
- キャッチあい（1997年 - 2000年頃）

日本テレビ
- NNNニュースダッシュ（2000年 - 2002年）

NHK総合
- お元気ですか日本列島（2003年9月 - 2004年3月）

TBSテレビ
- JNNイブニング（2009年3月終了）ほか

### ラジオ
JFN
- SCHOOL NINE（2011年4月 - 2012年6月）

TBSラジオ
- 大沢悠里のゆうゆうワイド（- 2016年春）